# Katherine Downie
Katherine Rose Downie OAM (nascida em 12 de janeiro de 1996) é uma nadadora paralímpica australiana. Conquistou duas medalhas de ouro nos Jogos Paralímpicos de Verão de 2012 em Londres ao vencer o revezamento 4x100 metros livre com Ellie Cole, Maddison Elliott e Jacqueline Freney e o revezamento 4x100 metros medley com Annabelle Williams e Jacqueline Freney. Disputou, em 2013, o Campeonato Mundial de Natação Paralímpica, faturando prata e bronze. Katherine foi aos Jogos da Commonwealth de 2014 em Glasgow e ficou em segundo lugar nos 200 metros medley da categoria SM10.

## Vida pessoal
Natural de Aberdeen, Katherine tem paralisia cerebral espástica hemiplégica à direita.
Em 2012, cursou arquitetura na Universidade Curtin.